# Baldur’s Gate: Tales of the Sword Coast
Baldur’s Gate: Tales of the Sword Coast (BG: TOSC, с англ. — «Врата Балдура: истории Побережья Мечей») — дополнение к ролевой игре Baldur's Gate, разработанное компанией BioWare и изданное Interplay в 1999 году. В TOSC присутствует несколько новых локаций и побочных заданий, новые предметы, противники и заклинания. Повышено максимальное число очков опыта, что позволяет персонажам получить 1-2 новых уровня.
Дополнение Tales of the Sword Coast вошло в состав ремейка Baldur's Gate: Enhanced Edition, выпущенного в 2012 году.

## Интеграция с основной игрой
Сюжет и место действия дополнения вписаны в мир оригинала. Установка дополнения делает доступными дополнительные локации на глобальной карте. Если начать новую игру, их можно посетить в любой момент. Для тех, кто уже прошёл основную игру, предусмотрена возможность импорта итогового сохранения перед последней битвой с главным злодеем. Кроме того, можно загрузить прилагавшуюся к дополнению сохранённую игру с созданными разработчиками персонажами. В этом случае игра начинается сразу в новой локации Борода Улгота (англ. Ulgoth's Beard), и игрок может сразу приступить к выполнению новых заданий.
После завершения квестов из дополнения или в процессе их выполнения можно вернуться к основной игре и пройти её до конца. Чтобы компенсировать возросшую силу персонажей, разработчики усложнили последнее сражение с Саревоком. Возможен импорт команды персонажей в продолжение Baldur’s Gate II: Shadows of Amn.

## Сюжет и игровой мир
Всего в игру было добавлено четыре отдельные области, которые можно исследовать в любом порядке. Команда искателей приключений может отправиться на населённый оборотнями загадочный остров, хранящий тайну последнего путешествия известного искателя приключений Балдурана, основателя Врат Балдура. Можно также посетить таинственную башню Дурлага (англ. Durlag's tower). Она была построена дворфом Дурлагом Убийцей Троллей, который жил там вместе с семьёй. Однако в башню вторглись доппельгангеры, убившие его родственников и принявшие их облик. В результате Дурлаг был вынужден снова и снова убивать монстров, выглядевших как его родные. Дворф сошёл с ума, а башня превратилась в лабиринт, наполненный хитроумными ловушками, в котором обитают тёмные силы. Кроме того, игроку предстоит противостояние с тайным культом, собирающимся призвать демона. Ещё один квест приведёт его на ледяной остров, который стал ловушкой и тюрьмой для неосторожных магов из-за своих свойств «энергетического магнита». Отправной точкой заданий дополнения служит небольшой портовой городок Борода Улгота, находящийся к востоку от Врат Балдура.
Полное прохождение дополнения с выполнением всех заданий рассчитано на 20-40 часов.

## Игровой процесс
Игровой процесс дополнения практически идентичен с основной игрой. Графика, интерфейс пользователя, искусственный интеллект противников остались практически такими же, как в Baldur's Gate. В то же время, мелких изменений довольно много:
- Добавлено 11 новых заклинаний магов и 6 заклинаний жрецов (в том числе четвёртого и пятого уровня). Эти заклинания могут использовать не только враги, но и управляемые игроком персонажи.
- Добавлено 70 новых предметов.
- Появились новые противники (всего 17). Довольно много придётся сражаться с оборотнями, имеющими иммунитет к обычному оружию. Присутствуют боссы (демон, рыцарь смерти, суккуб, вожак оборотней);
- Исправлены мелкие недочёты интерфейса. Неопознанные предметы в «рюкзаке» героя выделяются цветом. Автоматически объединяются в одну ячейку однотипные предметы.
- Некоторые классы персонажей получили дополнительную ячейку для оружия.
- Увеличена скорость полёта метательных снарядов.
- Изменено действие некоторых заклинаний, распространяющихся на область (таких как огненный шар или паутина).
- Добавлена возможность автоматической постановки игры на паузу при обнаружении противника.
- Удар в спину (англ. backstab) должен наноситься с правильного направления и может использоваться не только управляемыми игроком персонажами, но и противниками. Воры могут спрятаться в тенях только в неосвещённых областях.

Планка очков опыта повышена до 161 тысячи, что позволяет персонажам получить 1-2 новых уровня, и задействовать новые заклинания и навыки.
Новые задания и локации, доступные в дополнении, рассчитаны на персонажей 7-9 уровня. Условием победы является способность противостоять опасным противникам, в том числе использующим магию. Боеспособность команды повышают новые магические предметы. Сложность битв и загадок достаточно высока. Дополнение рассчитано на опытных игроков.
Многопользовательская игра после установки дополнения возможна только с другими его обладателями. В комплекте с Tales of the Sword Coast поставлялась программа Roger Wilco, дававшая возможность голосового общения в ходе многопользовательской игры. Версия для Macintosh поддерживает многопользовательскую игру через GameRanger.

## Разработка
Согласно воспоминаниям Лукаса Кристьянсона, ведущего сценариста Baldur's Gate, Tales of the Sword Coast была первым опытом BioWare в разработке дополнений. Разработчики стремились к тому, чтобы игроки могли перейти к новым областям практически на любой стадии прохождения основной игры. Кроме того, они хотели сделать акцент на традиционном для настольных ролевых игр исследовании «подземелий», которые упомянуты в первом слове названия ролевой системы Dungeons & Dragons.
В качестве источника вдохновения разработчики использовали такие приключения настольной ролевой игры, как «Гора драконов» (англ. Dragon Mountain) и «Храм первородного зла» (англ. The Temple of Elemental Evil). Они хотели сделать местом действия такую область Forgotten Realms, которая фигурировала бы в опубликованных материалах Wizards of the Coast, однако не была бы описана настолько подробно, чтобы фанаты могли обнаружить расхождения. Одной из таких областей стала Башня Дурлага, которая упоминалась в руководстве Volo's Guide to the Sword Coast, написанном Эдом Гринвудом, однако не была ключевой точкой никаких опубликованных приключений. В итоге именно она стала одним из главных мест действия дополнения.
Одной из механик классических игр D&D, которые Лукас Кристьянсон хотел включить в игру, было решение загадок. Система взаимодействия с пользователем, использовавшаяся в Baldur's Gate, не предусматривала прямого ввода текстового ответа. Реализация такого взаимодействия оказалась достаточно сложной, особенно с учётом необходимости локализации на несколько языков. В то же время, использование простого выбора ответа из нескольких вариантов было слишком простым для игроков с учётом возможности сохранять и загружать игру. В результате разработчикам пришлось реализовать систему случайного выбора загадок. Если игрок давал неправильный ответ и восстанавливал сохранённую игру, он с большой вероятностью получал новый вопрос.
Приоритет при разработке новых областей отдавался их графическому дизайну. Текстовый сценарий подгонялся под него: разработчики хотели создать завлекающее игрока окружение, а на написание текста требовалось меньше ресурсов, чем на дизайн фонов. На разработку дополнения было выделено не так много времени. Основная часть команды занималась разработкой полноценного продолжения Baldur’s Gate II: Shadows of Amn. Поэтому, в отличие от Башни Дурлага, остальные области дополнения создавались по остаточному принципу. Нередко повторно использовались уже имевшиеся локации. Так, пещеры ледяного острова, который должен был стать ловушкой для магов, представляли собой слегка изменённые, зеркально отражённые и перекрашенные пещеры анкегов (англ. ankheg) из Baldur's Gate.
Выпуск дополнения состоялся 5 мая 1999 года, спустя чуть более четырёх месяцев с момента начала продаж основной игры.

## Продажи и восприятие
| Иноязычные издания    | Иноязычные издания |
| Издание               | Оценка             |
| --------------------- | ------------------ |
| CGM                   | 4,5/5              |
| CGW                   | 4/5                |
| GamePro               | 4,5/5              |
| GameSpot              | 8,1/10             |
| The Adrenaline Vault  | [ 15 ]             |
| Inside Mac Games      | 8,75/10            |
| Русскоязычные издания |                    |
| Издание               | Оценка             |
| Absolute Games        | 80 %               |
| Game.EXE              | 3,5/5              |
| «Игромания»           | 10/10              |
| «Страна игр»          | 7,0/10             |

Tales of the Sword Coast дебютировал на первой позиции чарта продаж компьютерных игр PC Data за период со 2 по 8 мая 1999 года, оставив за собой это место и на следующей неделе. Лишь к третьей неделе он опустился на 6-ю позицию, и оставался в пределах десяти верхних позиций до конца мая, заняв по итогам месяца второе место по общему числу продаж, уступив игре Star Wars: Episode I: The Phantom Menace. В июне дополнение ушло из еженедельных чартов к концу второй недели, однако в опубликованных PC Data итогах этого месяца оно заняло 17-е место.
Только в США Tales of the Sword Coast к марту 2000 года был продан общим тиражом 156000 копий. Всего к концу 2003 года было продано более 600 тысяч копий пакета дополнений, получившего в целом положительные, хотя и не слишком высокие, оценки критиков.
Как отмечалось в Computer Games Strategy Plus, Tales of the Sword Coast — основательное дополнение для прекрасной игры, стоящее своих денег, которое должно понравится всем, кому понравился оригинал. В числе достоинств дополнения обозреватели отметили тесную интеграцию с основной частью игры. Были оценены и масштабы дополнения, выходящие за пределы типичного «адд-она». В обзоре GameSpot отмечалось, что оно является шагом вперёд в нескольких значимых областях. Новые игровые области были признаны интересными, разнообразными и имеющими хороший дизайн, задания — хотя и всё ещё прямолинейными, но более сложными, требующими для своего прохождения решения загадок, а не просто убийства монстров. Положительно было отмечено и включение в игру полноценного «dungeon crawl» со смертельными ловушками и опасными монстрами. В то же время указывалось, что дополнение не избежало типичной для подобных продуктов проблемы с нарушением баланса оригинальной игры из-за добавления новых, более мощных оружий и способностей. Обозреватель GamePro позитивно оценил сюжетные и ролевые элементы дополнения, а также глубину проработки добавленных NPC. В Adrenaline Vault писали о том, что типичное задание дополнения требует значительно большего взаимодействия с окружением и делится на несколько стадий, что делает «квесты» более глубокими и комплексными.
Негативно критиками было оценено отсутствие оригинальных нововведений в игровой процесс и чрезмерно большое количество сражений. В журнале Game.EXE было также указано на вызывающие отрицательные эмоции сложности, с которыми из-за технических ограничений «движка» игры связано перемещение по тесным лабиринтам, наполненным ловушками. В то же время, в Computer Gaming World отмечалось, что в этой области проблем стало меньше по сравнению с оригинальной игрой. Computer Games Strategy Plus отмечал присутствие технических проблем, приводивших к сбою игры, а также отсутствие возможности поставить игру на паузу во время манипуляций с предметами. В обзоре GameSpot отмечалось, что в сложных битвах начинают сказываться недостатки гибридной боевой системы: паузу приходится включать очень часто, в результате чего плавный ход сражения постоянно разрывается. Также отмечалось, что фанаты «бумажной» AD&D могут быть разочарованы тем, что дополнение не исправляет отклонения основной игры от печатных правил. В GameGenie указывалось, что большая сложность боёв побуждает игрока обращать в свою пользу недостатки искусственного интеллекта противников. Игроки были вынуждены полагаться на то, что противники не умеют использовать лестницы и двери. Кроме того, типичным приёмом стало выманивание отдельных врагов, чтобы разобраться с ними поодиночке, которое стало возможным из-за отсутствия групповой реакции противников на персонажа, которого видит только один из них. В обзоре Computer Gaming World отмечалось отсутствие журнала заданий. Как проблема игры было расценено то, что персонажи движутся в медленном темпе и не могут перемещаться бегом. Обозреватель Electric Games пожаловался на то, что подбор компаньонов в созданной разработчиками команде не является оптимальным.
Дополнение Tales of the Sword Coast было номинантом наград «Дополнение года» (1999) от Computer Games Strategy Plus и «Лучший пакет дополнения» от GameSpot, но уступило первую из этих наград дополнению Heroes of Might and Magic III: Armageddon's Blade, а вторую — Half-Life: Opposing Force.